# Daucus gracilis
Daucus gracilis är en flockblommig växtart som beskrevs av Adolph e Steinheil. Daucus gracilis ingår i släktet morötter, och familjen flockblommiga växter. Inga underarter finns listade i Catalogue of Life.